# Roman Graczyk
Roman Graczyk (ur. 27 maja 1958 w Krakowie) – polski dziennikarz i publicysta.

## Życiorys
Studiował dziennikarstwo i nauki polityczne na Uniwersytecie Jagiellońskim. Przed 1989 współpracował z prasą podziemną, m.in. studenckim pismem „Aplauz” w 1981, a po stanie wojennym z „Bez Dekretu”, a także z emigracyjnym paryskim „Kontaktem”. W latach 1984–1991 był dziennikarzem „Tygodnika Powszechnego”.
W latach 1991–1993 pracował w Polskim Radiu Kraków jako zastępca dyrektora (którym był wówczas Bronisław Wildstein – wcześniej redaktor paryskiego „Kontaktu”). Od 1993 był publicystą „Gazety Wyborczej”. W latach 1997–1998 pełnił funkcję sekretarza redakcji krakowskiej.
Zajmował się komentowaniem bieżących wydarzeń politycznych, jak również tematyką kościelną oraz historią PRL, w tym także problematyką lustracji. W 2005 opuścił zespół „Gazety Wyborczej”. Twierdzi, że został zmuszony do odejścia, ponieważ skrytykował sposób, w jaki w „Gazecie Wyborczej” omawiano temat lustracji. 31 maja 2006 w „Rzeczpospolitej” opublikował artykuł pt. Co jest lepsze niż prawda?, w którym poparł lustrację i opowiedział się za otwarciem dawnych archiwów SB, krytykując antylustracyjną linię „Gazety Wyborczej” (także swoje własne wcześniejsze poglądy w tej sprawie). W 2007 opublikował poświęconą lustracji książkę pt. „Tropem SB. Jak czytać teczki”. Podpisał się również pod listem otwartym dziennikarzy, którzy zgłosili gotowość złożenia oświadczeń lustracyjnych.
W latach 2007–2018 był pracownikiem krakowskiego oddziału IPN, następnie został niezależnym publicystą. Jest stałym felietonistą portalu interia.pl. 
Jego żoną jest krytyk i historyk sztuki Krystyna Czerni, mają troje dzieci.

## Publikacje książkowe
- Konstytucja dla Polski. Tradycje, doświadczenia, spory, Kraków 1997, seria Demokracja. Filozofia i praktyka, ISBN 83-7006-651-8
- Polski kościół, polska demokracja, Kraków 1999, ISBN 83-7052-767-1
- Bo jestem z Wilna… (rozmowa z Józefą Hennelową), Kraków 2001, ISBN 83-240-0033-X
- Tropem SB. Jak czytać teczki, Kraków 2007, ISBN 978-83-240-0759-2
- Cena przetrwania? SB wobec Tygodnika Powszechnego, Warszawa 2011, ISBN 978-83-7700-015-1
- Chrzanowski, Warszawa 2013, ISBN 978-83-7943-112-0
- Od uwikłania do autentyczności : biografia polityczna Tadeusza Mazowieckiego, Poznań 2015, ISBN 978-83-7785-644-4
- Oddychać swobodnie : Studencki Komitet Solidarności w Krakowie (1977-1980), Kraków 2017, ISBN 978-83-943749-7-6
- Demiurg. Biografia Adama Michnika, Zona Zero 2021, ISBN 978-83-66814-00-4